# 바닐라라테
바닐라라테는 에스프레소에 스팀밀크와 바닐라시럽을 첨가하여 만든 커피이다. 겉보기에는 카페라테와 비슷해보이지만 미각상으로는 바닐라시럽이 들어가있어서 우유의 담백한 맛이 나는 카페라테와는 다르게 바닐라시럽의 단맛이 난다.
카페라테와 같은 잔으로 나오며 카페라테와 외형이 비슷해보여서 구분하기 어렵지만 미각상으로는 바닐라시럽의 단맛이 가미되었던 것에서 카페라테와 차이를 느낄 수 있다. 카페라테는 에스프레소에 우유(스팀밀크)로만 되어있지만 바닐라라테는 여기에 바닐라시럽을 추가로 첨가한 것이 다르다.
만드는 방식은 카페라테와 비슷하지만 에스프레소와 우유(스팀밀크)로만 되어있는 것과는 다르게 바닐라시럽을 첨가하였기 때문에 일부에서는 단맛이 나는 카페라테라고도 부른다.

## 만드는 법
에스프레소에 우유(스팀밀크)를 넣어서 카페라테처럼 만든 후 바닐라시럽을 첨가하여 단맛을 내도록한다. 에스프레소잔은 카페라테와 같은 라테 잔으로 사용한다.

## 같이 보기
- 카페라테